# Никола Алтиев
Никола Алтиев (на македонска литературна норма: Никола Алтиев) е поет от Северна Македония.

## Биография
Роден е в 1942 година в окупирания от България Велес. Завършва основно и средно образование в Скопие, както и следва в Скопския университет. Живее и работи в Скопие. Работи като професор по литература и директор на градската библиотека. В областта на библиотекарството пуликува седем книги и над триста трудове. Бил е главен редактор на списанието „Библиотечен спектър“. Алтиев пише поезия за възрастни и деца, като публикува в почти всички вестници и списания в Северна Македония. Автор е на много книги с поезия и е носител на награди за поезия в Северна Македония.

## Творчество
Поезия
- Гората Лавовија
- Незбогување
- Три јунаци правда делат
- Ѕвездеење
- Јужнобол
- Вечнопис